# 2001 год в истории метрополитена
В этой статье перечисляются основные  события из истории метрополитенов в 2001 году. Полужирным шрифтом выделены открытия новых транспортных систем.

## События
- 31 марта — открыт Метрополитен Бразилиа.
- 11 мая — открыты станции «Свентокжиска» (A-14) и «Ратуш Арсенал» (A-15) Варшавского метрополитена.
- 8 июня — открыта станция Пражского метрополитена «Колбенова».
- 11 июля — частично открыт для тестовой эксплуатации Лимский метрополитен.
- 5 сентября — открыта станция Минского метрополитена «Могилёвская».
- 29 сентября — открытие участка Altenessen — Karlsplatz — GE-Fischerstraße Эссенского метрополитена.
- 15 октября — открыто наземное лёгкое метро O-Train Оттавы.
- 26 октября — открыта Юнусабадская линия Ташкентского метрополитена. Участок длиной 7,61 км с 6-ю станциями: «Хабиб Абдуллаев», «Бадамзар», «Минор», «Абдулла Кодири», «Юнус Раджаби», «Минг Урик». В Ташкентском метрополитене теперь 29 станций.
- 12 декабря — открыта станция «Аннино» Серпуховско-Тимирязевской линии Московского метрополитена.
- Начато строительство станций «Борисовский тракт» и «Уручье» Минского метрополитена.

## Происшествия
| Дата      | Метро                   | Погибли | Пострадали | Описание |
| --------- | ----------------------- | ------- | ---------- | --- |
| январь    | Московский метрополитен | 0       | 0          | Под воздействием внешнего давления воды и грунтов конструкции тоннеля на перегоне «Царицыно» — «Орехово» Замоскворецкой линии оказались повреждены, после чего работы по усилению тюбинговой обделки и «заморозке» грунтов стали проводиться регулярно, в ночное время, без остановки движения поездов. Скорость движения на перегоне была ограничена до 35 км/ч.                                                                     |
| 5 февраля | Московский метрополитен | 0       | 9          | Взрыв на станции «Белорусская»-кольцевая. |
| 1 апреля  | Московский метрополитен | 0       | 0          | Проблема грунтовых вод на участке «Царицыно»- «Орехово» Замоскворецкой линии значительно обострилась — для проведения аварийных мероприятий работу участка «Каширская» — «Красногвардейская» прекращали на час раньше. |
| 10 апреля | Московский метрополитен | 0       | 0          | Произошёл сильный выброс плывуна на участке «Царицыно» — «Орехово» Замоскворецкой линии, в результате чего с 9:00 до 11:00 движение по I пути участка «Орехово» — «Каширская» было полностью остановлено — поезда работали по челночной схеме по II пути. С 11:00 движение было восстановлено с ограничением скорости, в 15:00 вновь прерывалось на полчаса, с 15:30 — восстановлено окончательно с ограничением скорости до 25 км/ч. |